# 周表
周表（15世紀—16世紀），字子儀，南直隸蘇州府太倉州人，明朝政治人物。

## 生平
周表是嘉靖元年（1522年）壬午科應天鄉試舉人，授浙江紹興府通判，曾代理會稽知縣事務，在當地設立三江堰閘，儲水溉田令土地肥沃；遷任霑益知州，很快辭官回鄉，數年後紹興知府張明道因人民思念他，打算建祠祭祀，以無人認識其樣貌，遣派畫工到他家中繪圖，州人陸之箕製像，獲得稱頌。

## 引用
1. 1 2  民國《太倉州志·卷十八·人物二》：周表，字子儀，嘉靖元年舉人，授紹興府通判，嘗署會稽縣事，創三江堰閘，瀦水溉田皆成腴壤；遷知霑益州乞歸，數年後紹興知府張明道因民之思欲建祠祀之，不識其貌，遣畫工至其家圖以去，州人陸之箕製貌工來，樂府頌焉。